# Nicola Intonti
Nicola Intonti (* 9. Dezember 1775 in Ariano Irpino; † 8. Mai 1839 in Neapel) war ein italienischer Politiker und Polizeiminister im Königreich beider Sizilien.

## Leben
Nach einem Studium der Rechtswissenschaften an der Universität von Neapel wurde er in der Justiz tätig und erreichte unter Joachim Murat den Rang eines Generalstaatsanwalts bei der Gran corte criminale (Großes Strafgericht) von Lucera (1809). Nach der Restauration wechselte er in die öffentliche Verwaltung des Königreichs beider Sizilien (1815). Im Dezember 1817 wurde er zum Intendanten von Capitanata ernannt.
Er widersetzte sich der Carboneria, eines Geheimbundes mit Zweigen in der Armee und in der öffentlichen Verwaltung, die im Juli 1820 zu einer Änderung der Verfassung im Königreich beider Sizilien führte. Vom Superintendenten von San Severo Gaetano Rodinò, einem Carbonaro, der versuchten Vergiftung beschuldigt, konnte Intonti die Grundlosigkeit der Anklage kaum nachweisen.
Nach der Absetzung des Prinzen von Canosa und der Abschaffung des Polizeiministeriums (Juli 1821) wurde er zum Generalkommissar der Polizei ernannt. Danach leitete Intonti etwa ein Jahrzehnt lang die Polizei der beiden Sizilien und wurde am 30. Dezember 1824 ihr Minister. Obwohl Intonti mit der Grausamkeit des Prinzen von Canosa und Del Carretto verglichen wurde, glänzte Intontis Aktion durch Mäßigung und Intelligenz. Tatsächlich arbeitete Nicola Intonti an der Umsetzung eines echten Polizeistaates: Es wurden Aktionen vorbereitet um die politischen Meinungen der Bourgeoisie und des Klerus zu erfahren und eine Zensur von Schulen, Büchern und Korrespondenz in und aus dem Ausland usw. wurde eingeführt.
Genoino fasst zusammen:

“Die Polizei drang in den Bereich ein, der anderen staatlichen Behörden vorbehalten war, setzte sich als überlegene und unerbittliche Macht durch und missachtete manchmal die Gesetze, die ihrem Schutz anvertraut wurden. Den Beamten blieb reichlich Macht, selbst in ihren legitimen Interessen, unbeliebte Bürger zu schlagen.”

1829 ernannte ihn Franz I. zum „Marquese“. Intonti zahlte es ihm zurück, indem er es schaffte, die Julirevolution von 1830 vorherzusehen und Franz I., der als Gast von Karl X. in Paris war, rechtzeitig über die Gefahr zu informieren.
Der Sturz von Intonti erfolgte im Februar 1831 nach einer seiner Initiative, die zu Unrecht als Versuch eines Staatsstreiches interpretiert wurde. Anfang Februar waren in den zentralen Herzogtümern liberale Aufstände ausgebrochen (Aufstand von Ciro Menotti in Modena, Flucht von Marie-Louise nach Parma, Gründung des vergänglichen Staates der Vereinigten Italienischen Provinzen). Intonti bat den jungen König Ferdinand II. unter Rücksprache mit Giustino Fortunato, Carlo Filangieri und Francesco Ricciardi, eine mögliche Revolution in Neapel durch Auflösung der Regierung und Ersetzung der konservativen Minister durch Liberale oder Murattianer und Zugeständnisse an die Verfassung zu verhindern. Ferdinand II., der die Bitten für gefährlich hielt, schickte Intonti am 17. Februar 1831 ins Exil, der erst 1839 nach Neapel zurückkehren konnte, nachdem er in der Lombardei und im Großherzogtum Toskana Zuflucht gefunden hatte.